# موتور محمدشاهو
موتور محمدشاهو یک منطقهٔ مسکونی در ایران است که در دهستان حومه (ایرانشهر) واقع شده‌است.